# Sử dụng oxy biểu kiến

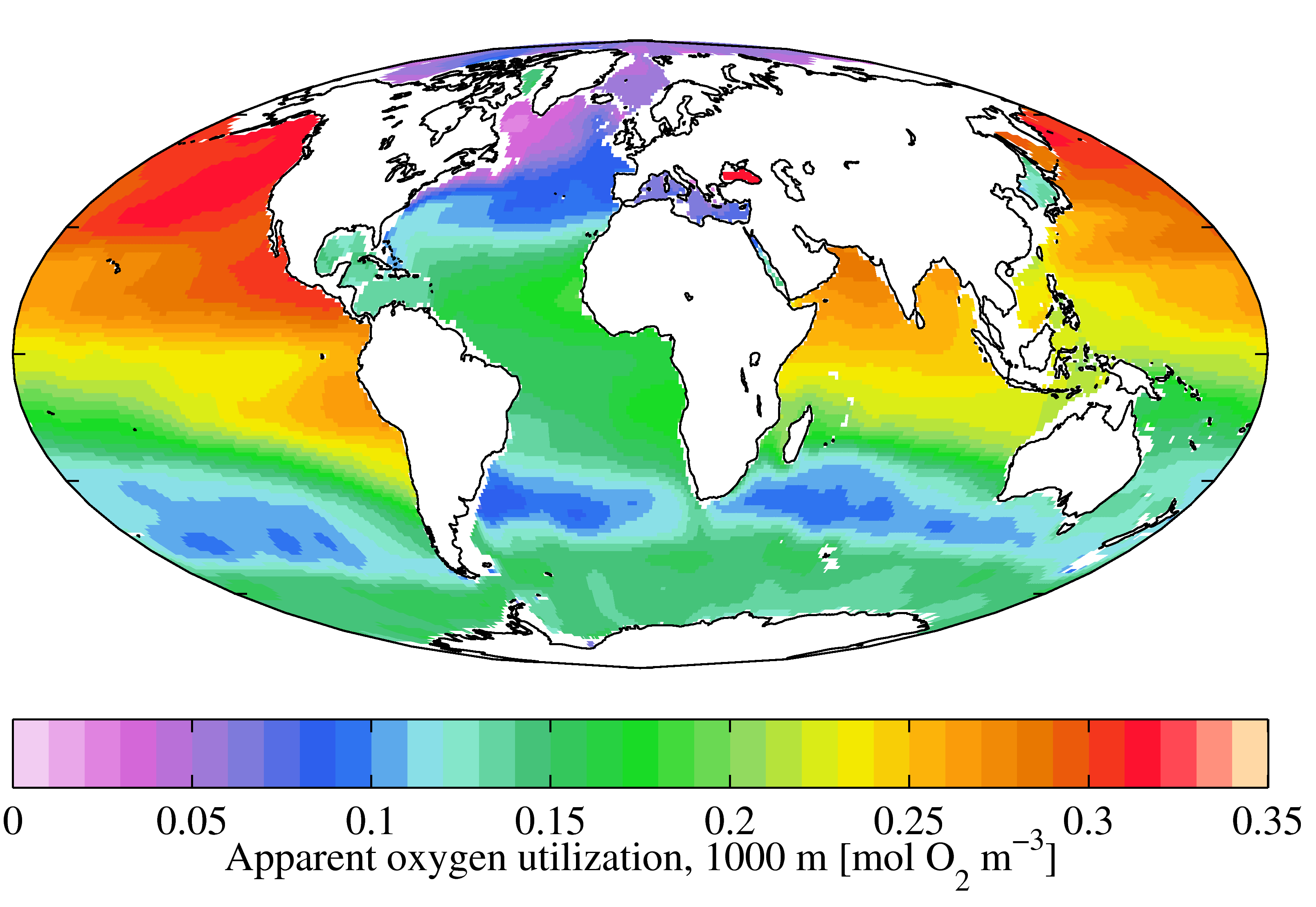
Sử dụng oxy biểu kiến ở độ sâu 1000 m. Dữ liệu từ World Ocean Atlas 2009.

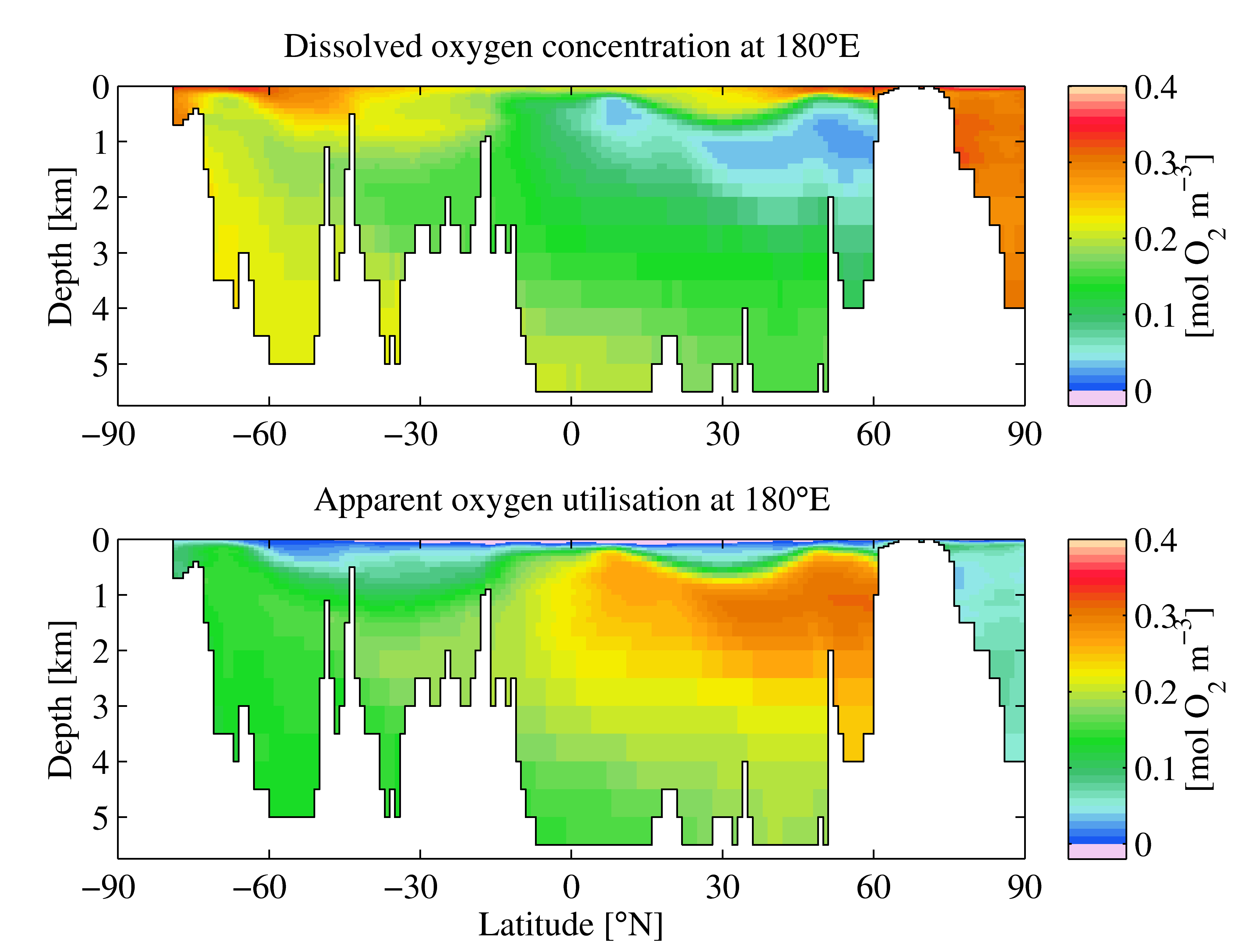
Phần Thái Bình Dương của oxy hòa tan và sử dụng oxy rõ ràng. Dữ liệu từ World Ocean Atlas 2009.

Trong hệ thống nước ngọt hoặc nước biển, việc sử dụng oxy biểu kiến (AOU) là sự khác biệt giữa độ hòa tan khí oxy (nghĩa là nồng độ bão hòa) và nồng độ oxy đo được trong nước có cùng tính chất vật lý và hóa học. Sự khác biệt như vậy thường xảy ra khi hoạt động sinh học có tác dụng thay đổi nồng độ oxy xung quanh. Ví dụ, quá trình sản xuất chính giải phóng oxy và tăng nồng độ của nó, trong khi hô hấp tiêu thụ nó và giảm nồng độ của nó.
Do đó, AOU của mẫu nước đại diện cho tổng số hoạt động sinh học mà mẫu đã trải qua kể từ lần cuối ở trạng thái cân bằng với khí quyển. Trong các hệ thống nước nông (ví dụ như hồ), cột nước đầy đủ thường tiếp xúc gần với khí quyển và nồng độ oxy thường gần với độ bão hòa và giá trị AOU gần bằng không. Trong các hệ thống nước sâu (ví dụ như đại dương), nước có thể không tiếp xúc với khí quyển trong thời gian rất dài (năm, thập kỷ, thế kỷ) và các giá trị AOU dương lớn là điển hình. Đôi khi, khi việc sản xuất sơ cấp gần bề mặt đã tăng nồng độ oxy trên mức bão hòa, giá trị AOU âm là có thể (nghĩa là oxy không được sử dụng để dưới nồng độ bão hòa).